# Giovanni Battista Seni

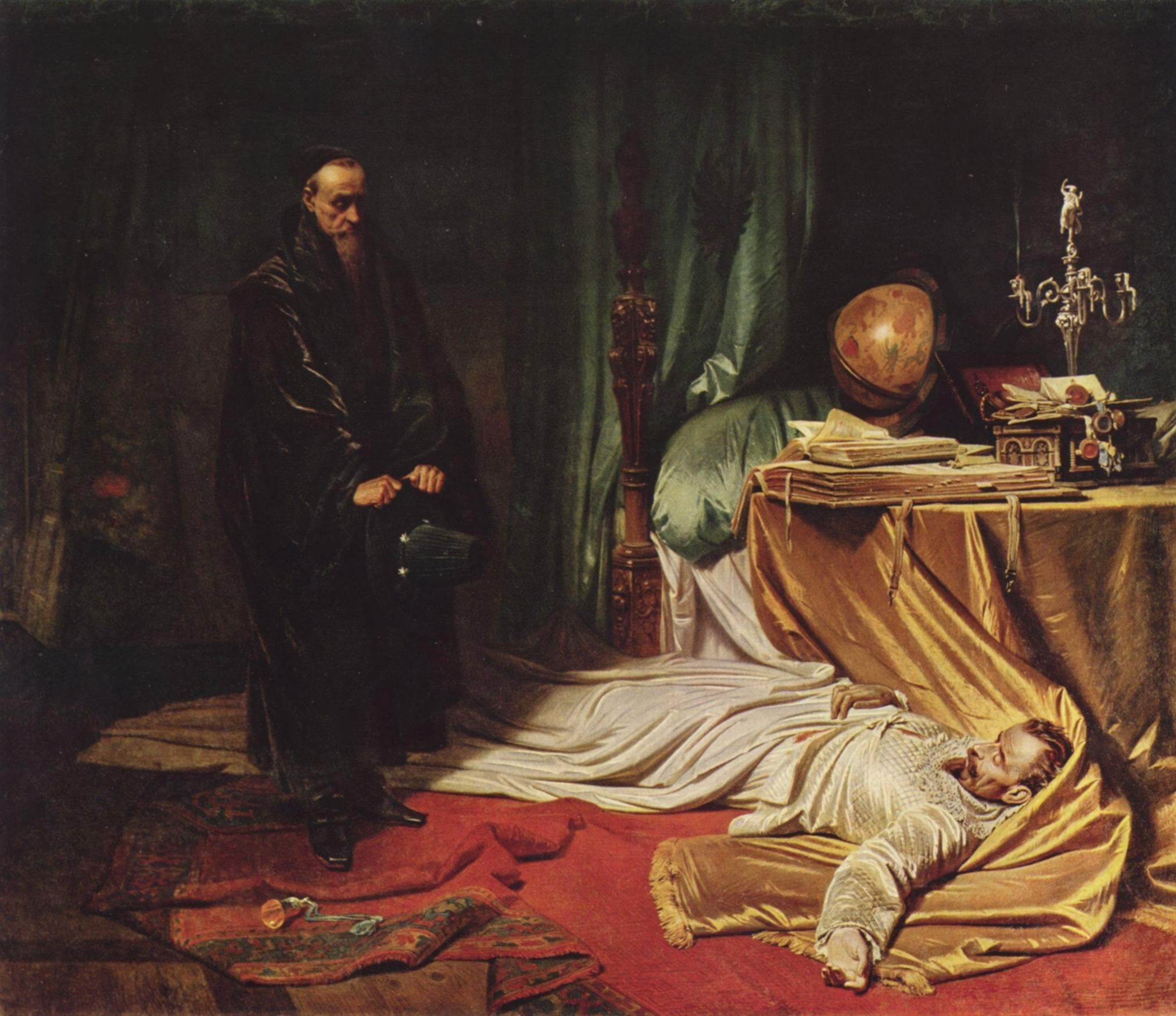
Karl Theodor von Piloty: Seni u Valdštejnovy mrtvoly, 1855

Giovanni Battista Seni (též Seno, Zenno, či Zemo; cca 1600 v Padově – 1656 v Padově) byl italský astrolog a lékař.
Roku 1629 ho k sobě povolal Albrecht z Valdštejna, aby mu sestavil horoskop. Seni s Valdštejnem zůstal následujících pět let a pracoval pro něj. Sestavoval mu horoskopy, prováděl astronomická měření a snažil se vévodovi vyložit skryté pravdy. Albrecht z Valdštejna byl podle všeho v závěrečných letech svého života až manicky posedlý astrologií. Používal řadu amuletů s astrologickými značkami, pohár z portugalské hlíny, který by se rozpukl, kdyby do něho byl nalit otrávený nápoj, apod.
Albrecht z Valdštejna byl 25. února 1634 zavražděn v Chebu na rozkaz císaře Ferdinanda II. a jeho dvorní astrolog Seni byl 9. března zatčen a podezírán, že se Valdštejnovy vraždy účastnil, protože se krátce před vraždou u něj nacházel. 3. května byl dopraven do Vídně, nic mu však nebylo prokázáno, proto byl propuštěn. V roce 1656 ve svém rodném městě podlehl moru.